# Club de Rugby Cisneros

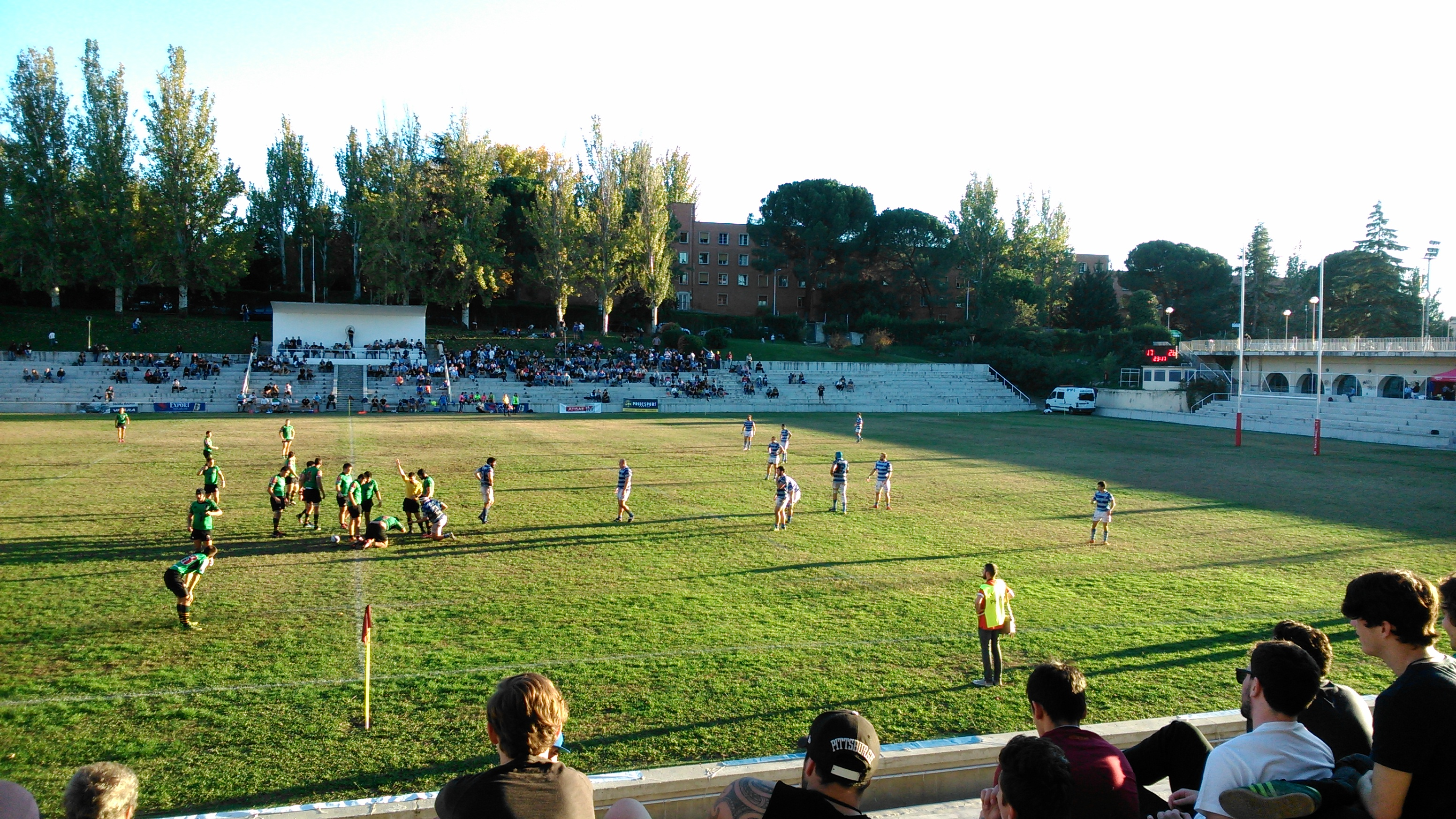
Partido entre el Club de Rugby Cisneros y el Gernika Rugby Taldea en Madrid en la División de Honor de 2015-16

El Club de Rugby Complutense Cisneros es un club de rugby ubicado en la Ciudad Universitaria de Madrid, España. Fundado en 1943, es uno de los clubes de rugby más antiguos de España y, junto con la Santboiana, es el que más temporadas ha jugado en la División de Honor.

## Historia
Cuando se inauguró el Colegio Mayor Ximénez de Cisneros en 1943, el destino del Cisneros quedó irremediablemente ligado al balón oval. Los colegiales apenas tenían que desviar sus miradas del pupitre de sus habitaciones para contemplar la catedral del rugby español, el Campo Central de la Ciudad Universitaria. El Colegio se convirtió, de inmediato, en lugar de reunión de los aficionados al rugby, y algunos colegiales poco tardaron en calzar las botas e inscribirse en distintos equipos de Madrid. Dos años después el CMU Ximénez de Cisneros ya competía con equipo propio contra otros equipos universitarios.
Los colegiales pronto pasaron a dominar el Campeonato Universitario de Madrid, en aquella época era la única competición reglada de la provincia. En 1957 el director Manuel Durán Sacristán tomó la decisión de inscribir al Colegio en el campeonato nacional bajo el nombre de Colegio Mayor Cisneros. La Copa de España era dominada por los equipos catalanes, más experimentados que los equipos madrileños, que poco a poco se abrían paso para recuperar el tiempo perdido.
Jugadores de otras facultades se sumaron a la plantilla atraídos por la posibilidad de competir en el campeonato federado. No tardaron en llegar los primeros títulos, el Colegio se proclamó Campeón de España en 1967 y 1969, y consiguió su primera Copa Ibérica, en Coímbra, en 1968.
Creación del campeonato de liga y jugadores destacados: En 1969 se creó el Campeonato de Liga.. Las primeras temporadas no fueron sencillas, el Colegio perdió la categoría en 1971, pero volvió con fuerzas y un equipo renovado por una nueva generación de nuevos jugadores en 1973. Tras quedar segundo en 1975, el Cisneros se proclamó campeón en 1976. Comenzó una rivalidad con los amigos de Arquitectura, vecinos sólo separados por el campo de rugby que comparten. Con el Campeonato de Liga dominado por los de la rosa y el compás, el Colegio obtuvo dos Copas del Rey en los años 1979 y 1982.
En 1982 el Campeonato de Liga pasa a llamarse División de Honor. El Cisneros llegó a un acuerdo con el colegio Recuerdo y se formaron los primeros equipos de cantera, que se sumaron a los tres equipos sénior que ya había. En 1985 el Cisneros se proclamó campeón de División de Honor y también conquistó su segunda Copa Ibérica. En 1989 se crea el Club de Rugby Cisneros, entidad independiente del CMU Ximénez de Cisneros para cumplir con la nueva ley del deporte, aunque ambas instituciones seguirán en estrecha relación compartiendo sede, colores y escudo.
En 1992 se inscribe el equipo femenino del Club a la liga madrileña. El primer equipo masculino queda establecido en las posiciones intermedias de División de Honor, pero durante la década de los 90 se produce un cambio en el rugby español. Desembarcan en la liga jugadores extranjeros y el nivel de juego sube rápidamente. Los presupuestos de los clubes también aumentan para satisfacer las necesidades de los jugadores que van llegando. Este cambio coge al Cisneros en fuera de juego, que sigue con su espíritu universitario, y sus posibilidades de financiación son escasas. Finalmente el Club desciende a División de Honor B en 1998.
Después de tres temporadas en la segunda categoría consigue ascender de nuevo a División de Honor, pero vuelve a ceder la plaza tras dos duras temporadas. En 2003 apostando por la cantera se crea la Escuela de Rugby Cisneros. En 2008 el Club crea la Fundación de Rugby Cisneros para difundir el rugby, y un año después se forma la Academia de Rugby Cisneros para dar continuidad al proyecto de la Escuela. En 2011 el equipo femenino del Club asciende a División de Honor. Un año después es el equipo masculino quien consigue el ascenso, siendo así el Cisneros el único club con dos equipos en la máxima categoría.

## Palmarés

### Títulos nacionales
| Competición             | Títulos                | Subcampeonatos    |
| ----------------------- | ---------------------- | ----------------- |
| Liga (2)                | 1976 y 1985            | 1975 y 1989       |
| Copa del Rey (4)        | 1967, 1969, 1979, 1982 | 1977, 1987 y 2015 |
| Supercopa de España (0) |                        | 2015              |
| División de Honor B (1) | 2012                   | 2001 y 2006       |

### Títulos internacionales
| Competición      | Títulos     | Subcampeonatos |
| ---------------- | ----------- | -------------- |
| Copa Ibérica (2) | 1968 y 1985 | 1970           |